# Ашарин, Абдуль-Куддусс
Абду́ль-Кудду́с (Никола́й Ива́нович) Аша́рин (род. 3 августа 1962 года, Называевск, Омская область, СССР) — российский религиозный деятель, муфтий, председатель Духовного управления мусульман Свердловской области («Центральный муфтият»).

## Биография
Родился 3 августа 1962 года в г. Называевск Омской области. Был девятым ребёнком в семье.
В 1969—1972 годы учился в средней школе № 78, а затем в 1972—1977 годы в школе № 198 г. Называевска.
В 1980—1982 годы проходил срочную военную службу в войсковой части № 01003 г. Семипалатинске Казахской ССР.
После получения гуманитарного образования на протяжении 12 лет был руководителем одного из учреждений культуры в Свердловской области.

### Политическая деятельность
В 1989 году занялся политической деятельностью: работал на различных избирательных кампаниях, затем в качестве помощника с генералом А. М. Макашовым, с Т. П. Токаревой (депутатом Свердловского областного Совета народных депутатов, Государственной Думы 1-го созыва, Областной Думы Законодательного Собрания Свердловской области). В настоящее время является помощником председателя Законодательного Собрания Свердловской области Л. В. Бабушкиной на освобождённой основе.

### Религиозная деятельность
Был атеистом и в 23 года начал заниматься религиозными поисками. В 2002 году принял ислам, взяв имя Абдуль-Куддус («Раб Священного»). Этому предшествовал тяжёлый период жизни, преодоление которого искал в православии и в иудаизме, но обрёл в исламе. По собственным словам Ашарина, «Ислам очень понятен и доступен. Благодаря ему я избавился от многих пороков и стал совершенно другим человеком».
Работал в региональном Духовного управления мусульман Свердловской области (в составе Центрального духовного управления мусульман) под началом муфтия Сибагатуллы Сайдуллина, оказав помощь в создании самостоятельного Духовного управления мусульман Урала («Уральского муфтията»).
5 апреля 2010 года был избран на должность имам-хатыба местной мусульманской религиозной организации «Изге калимат (Доброе слово)» г. Екатеринбурга. В том же году Духовное управление мусульман Урала («Уральский муфтият») вошло в состав «Российской ассоциации исламского согласия» (Всероссийский муфтият), где Ашарин занял должность заместителем председателя Ревизионной комиссии.
В 2012 году из-за возникшего конфликта с Сайдуллиным Ашарин принимает решение создать свой муфтият — Духовное управление мусульман Свердловской области (Центральный муфтият), объединивший три мусульманские общины: «Изге калимат» (Екатеринбург), «Рамадан» (Пышминский городской район) и «Добрый свет» (Камышлов). 14 апреля 2013 года Духовное управление мусульман Свердловской области (Центральный муфтият) было официально зарегистрировано в Главном управлении Министерства юстиции России по Свердловской области. Эксперты Д. С. Попов и А. Н. Старостин отметили, что «муфтият пользуется поддержкой местных и федеральных властей».
Являясь муфтием и председателем ДУМ Свердловской области («Центральный муфтият») с 2013 года, Ашарин способствовал открытию 5 молельных домов для мусульман в разных городах Свердловской области (Пышма, Верхняя Салда, Тавда, Екатеринбург, Большие Брусяны).
В 2013 году Ашарин отмечал, что возглавляемый им муфтият будет духовно ориентироваться на политику верховного муфтия ЦДУМ Талгата Таджутдина, но в 2015 году он озвучивал намерение присоединиться к Духовному управлению мусульман Российской Федерации (председатель — муфтий Р. И. Гайнутдин), однако пока окончательного решения по этому вопросу не принял. В итоге в 2016 году возглавляемый Ашариным ДУМ Свердловской области предпочло войти в состав Духовного собрания мусульман России (председатель — муфтий А. Р. Крганов).
Является противником строительства мечетей по национальному признаку, как и считает, что религия с национальностью «не очень связана. Религия — сама по себе, национальность — сама по себе, я никогда не привязываю одно к другому и не стремлюсь акцентировать на этом внимание. Если ты мусульманин — значит, мусульманин. Если христианин — значит, христианин. У нас свой вероустав, у них — свой. С христианами у меня очень хорошие отношения, я очень уважительно отношусь к православным». Проводит работу по противодействию деятельности ИГИЛ.

### Общественная деятельность
В 2014 году проект Центрального муфтията, направленный на гармонизацию этнорелигиозных отношений в Свердловской области, был поддержан грантом Института проблем гражданского общества в рамках программы «Об обеспечении в 2014 году государственной поддержки некоммерческих неправительственных организаций, участвующих в развитии институтов гражданского общества, реализующих социально значимые проекты и проекты в сфере защиты прав и свобод человека и гражданина» утверждённой Распоряжением Президента Российской Федерации В. В. Путина от «17» января 2014 года № 11-рп и на основании протокола итогового заседания Конкурсной комиссии от «19» июня 2014 года. По итогам проекта были проведены молодёжные конкурсы, научно-практические конференции, семинары, более 260 лекций и бесед гуманитарной и антиэкстремистской направленности, а также выпущены методические пособия для религиозных деятелей и государственных служащих, одним из которых стал выход в 2015 году сборника «„ИГИЛ“ — это не Ислам! (сборник материалов в помощь имамам и государственным служащим)», где Ашарин выступил в качестве ответственного редактора.

## Отзывы
Религиовед и исламовед Р. Р. Сулейманов отмечал, что «муфтий Абдуль-Куддус Ашарин является тем русским мусульманином, который не ударился в фанатизм и крайности в мировоззрении и поведении, порой свойственные некоторым неофитам, а стал поборником традиционного ислама, и сегодня активно публично выступает в роли убеждённого противника ИГИЛ, и светские власти Свердловской области именно в нём видят своего партнёра по профилактике религиозного радикализма среди мусульман региона, поддерживая его деятельность в этом направлении».